# Bill Cobey

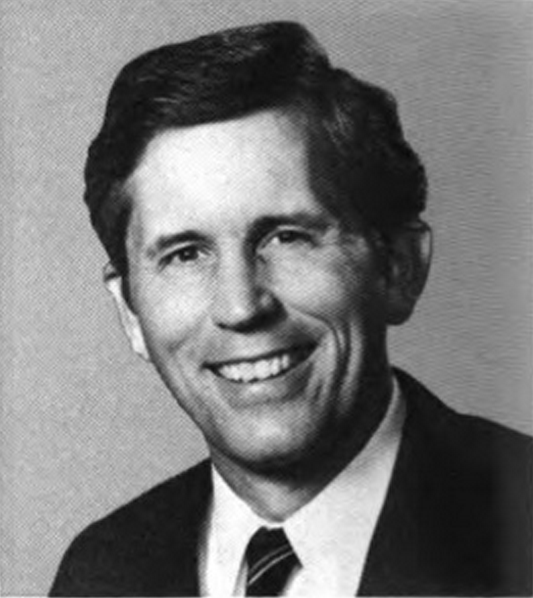
Bill Cobey

William Wilfred „Bill“ Cobey Jr. (* 13. Mai 1939 in Washington, D.C.) ist ein US-amerikanischer Politiker. Zwischen 1985 und 1987 vertrat er den Bundesstaat North Carolina im US-Repräsentantenhaus.

## Werdegang
Bill Cobey besuchte die High School in Hyattsville, Maryland, und studierte danach bis 1962 an der Emory University in Atlanta, Georgia. Daran schloss sich bis 1964 ein Studium an der University of Pennsylvania in Philadelphia an. Zwischen 1964 und 1965 arbeitete Cobey in der Verwaltung im Bankgewerbe, danach war er im Jahr 1966 Verkäufer von chemischen Produkten. Anschließend studierte er bis 1968 an der University of Pittsburgh das Gesundheitswesen und Sport. In den folgenden Jahren arbeitete er in diesem Bereich. Zwischen 1971 und 1976 war er Sportdirektor für Leichtathletik an der University of North Carolina in Chapel Hill.
Politisch schloss sich Cobey der Republikanischen Partei an. Im Jahr 1980 bewarb er sich ohne Erfolg um das Amt des Vizegouverneurs von North Carolina. Zwischen 1980 und 1982 war er Vorsitzender der Taxpayers Educational Coalition. 1982 kandidierte er noch erfolglos für den Kongress. In den Jahren 1982 bis 1984 war er Präsident der Firma Cobey & Associates. Bei den Kongresswahlen des Jahres 1984 wurde Cobey im vierten Wahlbezirk von North Carolina in das US-Repräsentantenhaus in Washington gewählt, wo er am 3. Januar 1985 die Nachfolge von Ike Franklin Andrews antrat. Da er im Jahr 1986 nicht bestätigt wurde, konnte er bis zum 3. Januar 1987 nur eine Legislaturperiode im Kongress absolvieren.
Zwischen 1987 und 1989 war Cobey stellvertretender Transportminister von North Carolina; von 1989 bis 1993 amtierte er als Minister für Umwelt, Gesundheit und Naturvorkommen seines Staates. In den Jahren 1999 bis 2003 war er republikanischer Parteivorsitzender in North Carolina. 2004 bewarb er sich erfolglos um die Nominierung seiner Partei für die anstehenden Gouverneurswahlen. In den Jahren 2007 und 2008 leitete er den erfolglosen Präsidentschaftswahlkampf von Mike Huckabee in North Carolina. Bill Cobey ist verheiratet und hat zwei Kinder sowie vier Enkelkinder. Heute lebt er in Chapel Hill.